# 科索沃共和国 (1990年—2000年)
科索沃共和国是一个1990年由科索沃省议会自行宣布独立的共和政体，且只被阿尔巴尼亚一国所承认。该政权曾试图在其治理高峰时期，建立一个专属于己的新体制，并以此对抗塞尔维亚社会主义共和国中央政府主张「科索沃存在于科索沃和梅托希亚自治省」的说法。

## 历史

### 序幕
成立于1974年的塞尔维亚社会主义共和国内的科索沃社会主义自治省享有塞尔维亚国内的高度自治权，但这种高度自治权被1989年的宪法修正案所削弱。在被称为反官僚革命的骚乱中，塞尔维亚的领导人斯洛博丹·米洛舍维奇的支持者上街示威，推翻了伏伊伏丁那、科索沃和黑山的自治政府，导致科索沃的阿尔巴尼亚族人发起了大规模抗议，引发了1989年科索沃矿工罢工，参与罢工的许多人被南斯拉夫当局逮捕。这导致了当局在1990年2月宣布进入紧急状态，科索沃省的省议会部长在5月宣布辞职。
新的塞族政府颁布了一系列的法律，包括禁止阿族人购买或出售地产、关闭阿尔巴尼亚语媒体，并解雇数千名阿族的政府雇员。这使得阿族人心中对塞族政府的埋怨越积越多。

### 宣布独立
1990年6月下旬，科索沃省议会内的阿爾巴尼亞族议员提出一项集体动议，要求举行全民公投来决定科索沃是否应该独立成为一个共和国，而时任塞尔维亚族议长当即宣布推迟相关表决，过后一再拖延，直到表示愿意于该年7月上旬安排审议程序。
同年7月2日，当阿族议员按照既定日程前往省议会大楼准备开展投票工作时，发现议会大门被反锁，便在议会外的街道旁自行投票并通过该项议案，进而宣布科索沃省将成为南斯拉夫社会主义联邦共和国内的一个“独立共和国”。作为回应，塞爾維亞社會主義共和國政府宣布解散科索沃社会主义自治省时任省政府及省议会，并剥夺该省份的一切自治权。随后，塞尔维亚政府通过了新的“劳工关系法案”，并以此解雇了国内8万名阿族公务员。
同年9月7日，被解散的科索沃社会主义自治省议会议员们在科索沃南部城市卡查尼克秘密会面，并宣布成立科索沃共和国。后来，他们又向南斯拉夫中央政府和联合国提交了一份声明，申报了科索沃作为一个独立国家已在1990年9月22日宣告脱离塞尔维亚而独立的情况。这份声明几天后在新一轮的科索沃地区公投中被通过，但塞尔维亚政府对此不予承认并表示非常愤怒，随即搜捕和起诉参与了本次公投的科索沃人士。
1991年9月22日，“科索沃共和国”宣布独立。

### 平行结构
自行宣布成立的科索沃共和国在国际社会上仅得到阿尔巴尼亚的承认。随后，“科索沃共和国”在教育、医保和税收等多个领域建立起与科索沃和梅托希亚自治省的政府组织对应的平行结构。由于塞尔维亚政府的镇压，“科索沃共和国”的领导人流亡国外。

### 北约的干预
科索沃解放军领导的独立运动一直持续到1999年1月的拉察克大屠杀，塞尔维亚族安全部队杀死了45名阿尔巴尼亚人。此次事件将科索沃推到了世界舆论的风口浪尖。在春天的法国朗布依埃举行的一次国际和平谈判会议上，阿尔巴尼亚人接受了和平的朗布依埃协议，但是塞尔维亚一方拒绝接受此协议。
北约以塞尔维亚拒绝接受协议为由，从1999年3月24日至6月10日对南斯拉夫联盟共和国进行了轰炸。后来南斯拉夫当局签署了军事技术协议，允许北约维和部队（驻科索沃部队）和国际文职人员特派团（联合国科索沃临时行政当局特派团）进入科索沃。
科索沃特派团承担对科索沃的行政、立法和司法控制，并派出联合国秘书长特别代表驻扎当地，并成立了一个科索沃过渡委员会以组织各派政治和社团力量进行对话，同时建立了轻装的民用应急响应组织科索沃防卫队以替代原来的科索沃解放军。防卫队于2009年解散。

## 政治领导人

### 歷任總統
| 届次 | 姓名            | 任期開始      | 任期結束     | 政黨           | 备注                 |
| ---- | --------------- | ------------- | ------------ | -------------- | -------------------- |
| 1    | 易卜拉欣·鲁戈瓦 | 1992年5月24日 | 2000年2月1日 | 科索沃民主聯盟 | 首任总统、科索沃国父 |

### 总理
| 届次 | 姓名                               | 任期開始      | 任期結束                     | 政黨         | 备注 |
| ---- | ---------------------------------- | ------------- | ---------------------------- | ------------ | ---- |
| 1    | 优素福·泽努拉胡（Jusuf Zejnulahu） | 1990年9月7日  | 1991年10月5日                |              |      |
| 1    | 布亚尔·布科什（Bujar Bukoši）      | 1991年10月5日 | 2000年2月1日，1993年流亡政府 |              |      |
| 1    | 哈辛·塔奇（Hašim Tači）            | 1999年4月2日  | 2000年2月1日，臨時政府       | 科索沃民主党 |      |